# Сандалова, Ирина Андреевна
Ирина Андреевна Сандалова (род. 17 февраля 1992, Джамбул, Казахстан) —  казахстанская футболистка, вратарь.  Игрок сборной Казахстана и  армянской команды «Хайаса». 

## Биография
С детства играла в футбол во дворе: «Футбол пришёл в мою жизнь, как и у всех: играла во дворе с мальчишками. Чем это обернулось уже известно». Первым тренером был Сарсен Баспаков в Таразе, далее переехала в Астану, где началу профессиональную карьеру за команду СДЮШОР №8.

## Клубная карьера
Известна по выступлениям за женский футбольный клуб «Окжетпес». Также выступала за украинский «Восход». Осенью 2020 года переехала в Армению, где защищает цвета  «Хайасы».

## Карьера в сборной
В сборной Казахстана до 17 лет сыграла единожды. В молодежной сборной Казахстана дебютировала 25 сентября 2008 года в проигранном игре (0:8) против Дании. С 2008 по 2010 годы в составе «молодёжки» сыграла 8 матчей.
Сандалова была вызвана в сборную Казахстана, выступив за неё во время отборочного цикла чемпионата мира по футболу среди женщин 2019 года. В футболке национальной сборной Казахстана дебютировала 28 ноября 2017 года в проигранном игре (0:5) в квалификации чемпионата мира против Англии. Ирина вышла на поле на 46-й минуте, заменив Оксану Железняк.
На 2020 год  считалась вторым вратарём в сборной Казахстана, после  Железняк.